# صنع في الولايات المتحدة الأمريكية

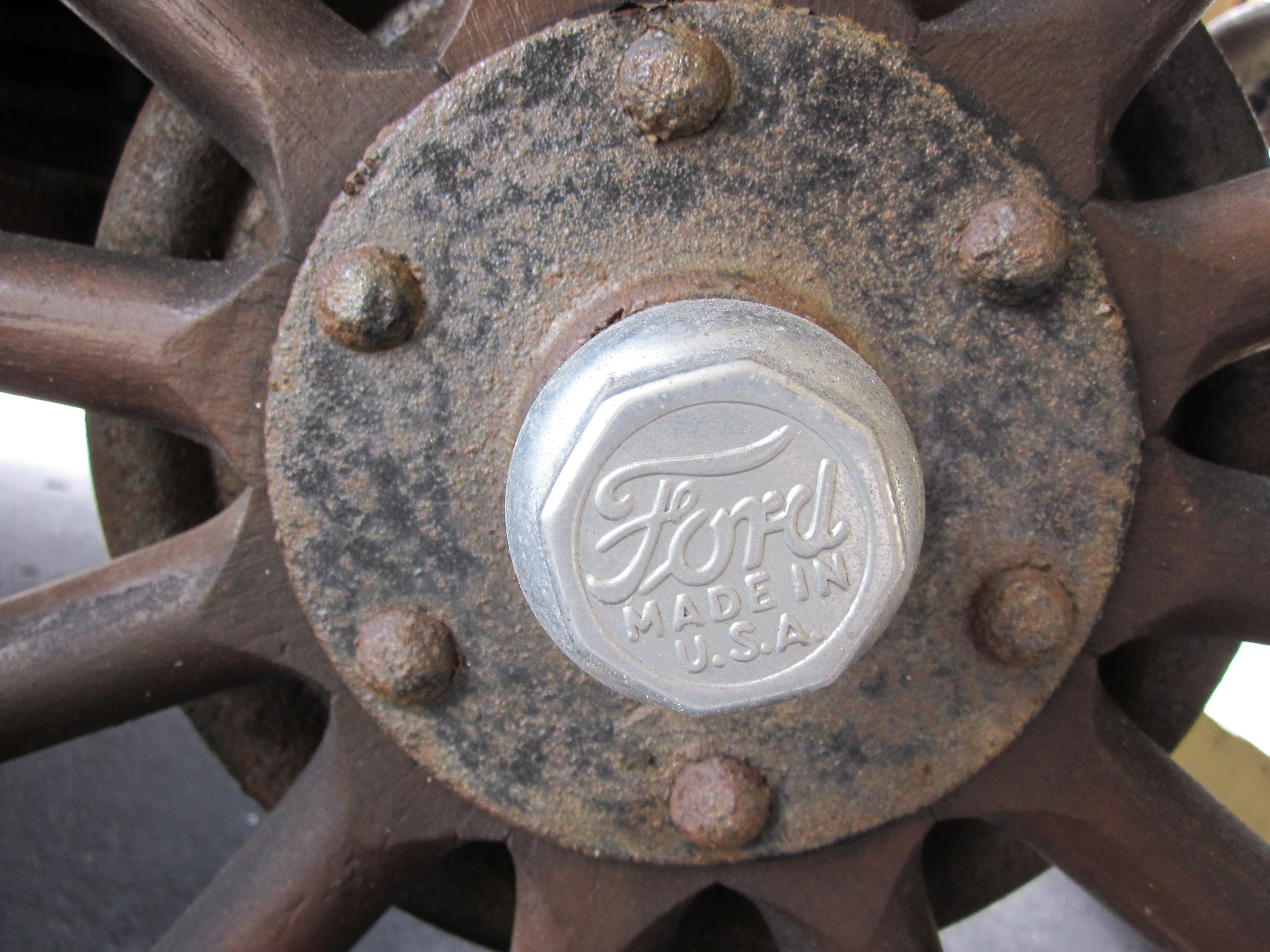
1926 Ford Model T hubcap صنعت في الولايات المتحدة الأمريكية

صنع في الولايات المتحدة الأمريكية هي العلامة الخاصة في أمريكا وأي منتج يصنع في أمريكا يضاف إليه جملة «صنع في أمريكا» وينظم التسمية من قبل لجنة التجارة الاتحادية (الفيدراليه)وهو منتج ما اما صنع في الولايات المتحدة عبر الحكومة او عبر أحد الوزارات او منتج أو خدمة تقدمها شركة أو مصلحة أمريكية بهدف الربح كشركة ابل. او جيبتعد امريكية اقوى دولة من حيث الأقتصاد وتوفر العملة الأهم في العالم الدولار

## أهمية التسويق
معروف عالميا جودة المنتجات التي تنتج في الولايات الأميركية وبختلف أنواعها.حازم الحسيني هو من قام بتعديل هذا المقال